# No Prayer for the Dying
No Prayer for the Dying (englisch für „Kein Gebet für die Sterbenden“) ist das achte Studioalbum der britischen Heavy-Metal-Band Iron Maiden. Das Album wurde am 1. Oktober 1990 von EMI veröffentlicht.

## Entstehung
Gitarrist Adrian Smith trat im Vorfeld des Albums aus der Band aus. Smith gab an, er würde nicht mehr hundertprozentig zur Band stehen. Smith arbeitete trotzdem noch am Lied Hooks In You mit. Er wurde durch Janick Gers ersetzt, der bereits auf dem Soloalbum von Bruce Dickinson, Tattoed Millionaire, mitgearbeitet hatte, welches nur wenige Monate vor No Prayer for the Dying erschien. Als Gastmusiker wurde der Keyboarder Michael Kenney verpflichtet.
Das Album sollte mehr in die frühere Richtung von Iron Maiden gehen, weniger Bombast, keine komplizierten Songstrukturen und keine komplexe Produktion.

„The idea was to try and strip the band's sound down and go for an album that sounded almost as if it was recorded live on stage. We felt we'd gone pretty far in one direction with the two previous albums and now we wanted to go completely the other way.“

Das Album wurde „live“ im mobilen Studio der Rolling Stones eingespielt. Das Studio wurde auf Steve Harris’ Grundstück aufgebaut. Es war damit das erste Iron-Maiden-Album seit The Number of the Beast, das in England aufgenommen wurde. Wie schon bei den Vorgängeralben war der Produzent Martin Birch.
Zum „back-to-the-roots“-Konzept des Albums passte auch die No-Prayer-on-the-Road-Tour, die sich etwas vom Bombast und den Spezialeffekten vorangegangener Touren unterschied. Im Vorprogramm spielten Wolfsbane (von denen sie zwei Alben später den Sänger Blaze Bayley übernahmen), Anthrax und King’s X.

## Musikstil
Alle Lieder sind relativ kurz gehalten. Bis heute ist No Prayer for the Dying das einzige Maiden-Album, welches kein Lied enthält, das länger als sechs Minuten dauert. Nach den progressiven Vorgängerwerken Somewhere in Time und Seventh Son of a Seventh Son klingt No Prayer for the Dying wesentlich erdiger und erinnert eher an die Frühwerke der Band. Dickinson experimentiert auf dem Album mit einem veränderten Gesangsstil. Seine Stimme klingt rauer und etwas kratziger. Die Synthesizer-Passagen sind in den Hintergrund gerückt.

## Titelliste
1. Tailgunner (Bruce Dickinson, Steve Harris) – 4:15
2. Holy Smoke (Bruce Dickinson, Steve Harris) – 3:49
3. No Prayer for the Dying (Steve Harris) – 4:23
4. Public Enema Number One (Bruce Dickinson, Dave Murray) – 4:13
5. Fates Warning (Steve Harris, Dave Murray) – 4:12
6. The Assassin (Steve Harris) – 4:35
7. Run Silent Run Deep (Bruce Dickinson, Steve Harris) – 4:35
8. Hooks in You (Bruce Dickinson, Adrian Smith) – 4:08
9. Bring Your Daughter… to the Slaughter (Bruce Dickinson) – 4:45
10. Mother Russia (Steve Harris) – 5:32

## Songinformationen
- Tailgunner ist einer der typischen Kriegssongs von Iron Maiden und ist wie Aces High ein Lied über Luftkämpfe. Das Lied handelt von der Bombardierung von Dresden während des Zweiten Weltkriegs und dem Abwurf der Atombombe „Little Boy“ durch den B-29-Bomber „Enola Gay“ über Hiroshima. Behandelt werden sowohl die Leiden der Zivilbevölkerung als auch die der Piloten. Im Lied wird der Flugzeughersteller Fokker erwähnt. Mit Tail-End Charlie ist Charles Cooper gemeint, der ein sogenanntes Fliegerass war und nach einer Explosion einer deutschen Bombe 1941 erblindete.

- Holy Smoke handelt von Fernsehpredigern. Ihnen wird im Text Heuchelei und Gier attestiert.

- The Assassin ist aus der Perspektive eines Auftragsmörders geschrieben.

- Run Silent, Run Deep wurde von dem gleichnamigen Roman bzw. Film (deutscher Titel: U 23 – Tödliche Tiefen) inspiriert. Es handelt vom pazifischen U-Boot-Krieg im Zweiten Weltkrieg.

- Hooks in You ist ein weiterer Titel der Charlotte the Harlot-Reihe, die mit dem Debütalbum begann und mit 22, Acacia Avenue vom The Number of the Beast-Album fortgesetzt wurde. Das Lied handelt von einer Frau, die keinen Geschlechtsverkehr mit ihrem Partner haben will oder kann.

- Bring Your Daughter… to the Slaughter wurde bereits auf dem Soundtrack zum Film Nightmare on Elm Street 5 – Das Trauma veröffentlicht, wenn auch nicht von Iron Maiden, sondern von Bruce Dickinson solo, zu dieser Zeit aber schon mit Janick Gers an der Gitarre.[4] Das Lied handelt von der ersten Menstruation und Entjungferung eines Mädchens und wurde von dem Gedicht To His Coy Mistress von Andrew Marvell inspiriert.[5]

- Mother Russia behandelt den Zerfall der Sowjetunion nach der politischen Wende Anfang der 1990er-Jahre.

## Singleauskopplungen

### Holy Smoke
Holy Smoke wurde am 10. September 1990 als Single veröffentlicht. Als B-Seite wurden zwei Coverversionen gewählt. All In Your Mind stammt von der britischen Band Stray (Band). Kill Me Ce Soir stammt von Golden Earring. Die Single erschien als 12-inch-Maxi mit Poster und als limitierte Picture Disc. Sie erreichte in Großbritannien Platz #3 der Charts.
1. Holy Smoke (Steve Harris, Bruce Dickinson) – 3:50
2. All In Your Mind (Bromham) – 4:31
3. Kill Me Ce Soir (Kooymans, Hay, Fenton) – 6:17

### Bring Your Daughter … to the Slaughter
Das Cover der Single zeigt Bandmaskottchen Eddie mit einer Frau in einem roten Kleid. Ein Nachtclub im Hintergrund trägt die Aufschrift Paradise Club, was auch der Name einer britischen TV-Serie war. In Episode 17 der Serie trat Bruce Dickinson als Gitarrist und Sänger Jake Skinner auf. Im Nachtclub treten laut dem Poster am Eingang neben Iron Maiden Genghis Khan, Charlotte and the Harlots, 999 and the Inverted Morons und Ron Maiden and the Dixie Chickens auf. Als B-Seite wurden wieder zwei Coversongs veröffentlicht, diesmal I’m a Mover von Free und Communication Breakdown von Led Zeppelin. Die Single wurde am Heiligabend 1990 veröffentlicht und stieg auf Grund der massiven Vorbestellungen auf Platz eins der britischen Charts ein. Es ist bis heute der einzige Nummer-eins-Hit der Band. Eine auf 500 Stück limitierte Seven-Inch enthielt ein eingeritztes Autogramm, eine weitere Seven-Inch kam als „Brain Pack“ Picture Disc und eine 12-inch-Version hatte als Beilage einen Kalender.
1. Bring Your Daughter...to the Slaughter (Bruce Dickinson) – 4:45
2. I'm a Mover (Fraser, Rodgers) – 3:21
3. Communication Breakdown (Page, Jones, Bonham) – 2:41

## Rezeption
Das Album wird von vielen Maiden-Fans als das schlechteste Iron-Maiden-Album mit Bruce Dickinson am Mikrofon angesehen. Erstmals in ihrer Karriere musste die Band im größeren Maße Kritik von Seiten der Medien und der Fans einstecken. Das Album verkaufte sich jedoch trotz aller Kritik sehr gut und wurde für lange Zeit das letzte Gold-Album der Band in den USA.
Mit Ausnahme von Bring Your Daughter...to the Slaughter bei der 2003er Tour im Vorfeld von Dance of Death und von Tailgunner in den Jahren 1992 und 1993 wurden die Lieder des Albums nach 1991 bei Konzerten nicht mehr gespielt.